# (377) Campania
(377) Campania est un astéroïde de la ceinture principale découvert par Auguste Charlois le 20 septembre 1893.

## Compléments